# Алан (футболіст, 2000)
Алан (порт. Alan de Souza Guimarães; нар. 8 березня 2000, Сан-Паулу) — бразильський футболіст, грає на позиції півзахисника, захищає кольори португальського клубу «Морейренсі».

## Ігрова кар'єра
Вихованець юнацьких команд «Сан-Каетано» та «Палмейрас», Алан розпочав свою кар'єру в складі останнього в 2020 році але не закріпившись в основі одразу на правах оренди відправився спочатку до клубу «Гуарані», надалі до «Операріо Ферровіаріо» і у 2022 році до «Спорт Ресіфі». У сезоні 2022–23 років Алан виступав на правах оренди у складі португальського клубу «Морейренсі».
Влітку 2023 року півзахисник та «Морейренсі» підписали повноцінний контракт. 15 лютого 2025 року Алан записав до свого активу хет-трик в переможному матчі 3–2 проти клубу «Каза Піа».

## Кар'єра в збірній
У 2016 та 2017 роках Алан залучався до складу юнацької збірної Бразилії U-17.
У 2018 році провів три матчі в складі молодіжної збірної Бразилії.